# 1711
1711 (MDCCXI) var ett normalår som började en torsdag i den gregorianska kalendern och ett normalår som började en måndag i den julianska kalendern samt ett normalår som började en söndag i den svenska kalendern.

## Händelser

### Januari
- Januari – Karl XII beslutar att Sverige från 1712 ska avskaffa den svenska kalendern och återgå till julianska, genom att lägga till en extra skottdag i almanackan.[1]
- 1 januari – Det svenska Collegium curiosorum (De vetgirigas gille) grundas av bland andra Christopher Polhem.

### April
- 17 april – Den tysk-romerske kejsaren Josef I avlider. Hans bror Karl ärver honom.

### Juli
- 9 juli – Tsar Peter den store innesluts av en överlägsen turkisk här vid floden Prut.
- 22 juli – Tsaren räddas genom att den turkiske befälhavaren mutas och ryssarna får fritt avtåg.

### Oktober
- Senhösten – Svenska trupper skickas sjövägen till Pommern, men är för få för att kunna bistå den avsatte Stanislaw I Leszczynski.
- 18 oktober – En palatsbrand härjar i Norrköping.[2]

### Okänt datum
- Karl XII:s vägran att godkänna 1710 års neutralitetsakt gör att de tyska provinserna anfalls av sachsare och danskar.
- Böldpesten härjar Blekinge, varvid bortåt 5 000 av svenska flottans manskap i Karlskrona stryker med.
- En vetenskaplig schism utbryter mellan läkaren Magnus Gabriel von Block och Collegium medicum om farsoters spridningssätt.

## Födda
- 4 mars – Anders Berch, svensk nationalekonom, Nordens första professor i nationalekonomi, skrev Sveriges första lärobok i ekonomi.
- 5 mars – Carl Gustaf Pilo, svensk konstnär och målare.
- 26 april – David Hume, skotsk filosof.
- 18 maj – Ruder Josip Boskovic, filosof och matematiker.
- 31 oktober – Laura Bassi, italiensk fysiker
- 25 september – Qianlong, den fjärde Qing-kejsaren av Kina.
- 4 december – Barbara av Portugal, spansk drottning.
- 5 november - Catherine Clive, brittisk skådespelare.

## Avlidna
- 13 mars – Nicolas Boileau, fransk poet och estet.
- 17 april – Josef I, tysk-romersk kejsare.
- 3 september – Élisabeth Sophie Chéron, fransk konstnär.

### Fotnoter
1. ↑  ”Tideräkning i Sverige”. http://www.hhogman.se/tiderakning.htm.
2. ↑  ”Värmlands brandhistoriska klubb”. Arkiverad från originalet den 12 oktober 2011. https://www.webcitation.org/62NB7kO36?url=http://www.brandhistoriska.org/olyckor_se.html. Läst 25 mars 2011.